# Guillermina Bravo Montaño
Guillermina Bravo Montaño (Cali, Valle del Cauca, 27 de julio de 1949) es una educadora y política colombiana que ejerció como Miembro de la Cámara de Representantes de Colombia por el Valle del Cauca desde 2014 hasta 2018. Fue diputada de la Asamblea Departamental del Valle del Cauca durante el periodo 2008-2011.

## Carrera política
Guillermina Bravo estuvo en la dirección general de su partido, el Movimiento MIRA, en la ciudad de Cali durante el periodo 2006-2007. En el 2006 participó en las elecciones regionales como candidata a representante por el departamento del Valle del Cauca, quedando a menos de 1000 votos de lograr una curul.
En el 2007 fue elegida diputada de la Asamblea del Valle del Cauca para el periodo 2008 - 2011. Durante el 2008 fue dirigente departamental del Movimiento MIRA en el Valle del Cauca. Durante su gestión como diputada fue autora de 10 ordenanzas enfocadas en aspectos educativos, sociales y de apoyo al emprendimiento empresarial.
En el año 2011 lanzó su candidatura a la Gobernación del Valle del Cauca, quedando en cuarto puesto en las elecciones gracias a 80.000 votos.
En las Elecciones legislativas de Colombia de 2014 obtuvo una curul en la Cámara de Representantes de Colombia a nombre del Movimiento MIRA en la circunscripción del Valle del Cauca, gracias a 7.194 votos. En el año 2014 fue designada vocera de la bancada política Afro del Congreso de Colombia. Durante su gestión como representante ha sido coautora, junto a la bancada política del Movimiento MIRA, de la ley comúnmente conocida como "Ley Natalia Ponce", que incrementa las condenas por ataques con ácidos hasta 50 años de prisión.
En el año 2015 fue designada presidente de la bancada afro del Congreso de Colombia.

### Reconocimientos
En el año 2008 Guillermina Bravo recibió el Premio Pro-Joven, otorgado por el Concejo Municipal de Juventud del municipio de El Cerrito a aquellos líderes que contribuyen con cambios positivos al desarrollo de la región. En el mismo año recibió el premio Herencia Ancestral Palma de Oro, en la categoría Aporte político, durante el evento Expo Pacífico 2008, otorgado teniendo en cuenta sus contribuciones positivas a la cultura Afrocolombiana.
En el año 2010 recibió la Medalla a la Excelencia Afrocolombiana de manos del gobernador encargado Raymundo Tello, como un reconocimiento a la autoría de la ordenanza 299 de 2009, la cual permite los lineamientos para una política pública de los afrodescendientes, palenqueros y raizales en el Valle del Cauca.
En el año 2014 recibió el premio Guachupé de Oro en la categoría Liderazgo afrocolombiano, otorgado por la sociedad afrocolombiana de Bogotá, como un reconocimiento a sus constantes esfuerzos en beneficio de las comunidades afrocolombianas, especialmente en beneficio de las mujeres.
En el año 2015 recibió la condecoración Nota de Estilo otorgada por la Asamblea departamental del Valle del Cauca, en reconocimiento a su significativa contribución al desarrollo de la región del Pacífico Colombiano y a su trayectoria social y política en favor de la mujer.

## Vida personal
Guillermina Bravo nació en Cali, Colombia, el 27 de julio de 1949. Se graduó de licenciada en Ciencias Sociales y de la educación en la Universidad Santiago de Cali. Además, realizó una especialización en Procesos cognitivos y otra especialización en Gestión política y administrativa. La mayor parte de su vida la dedicó a la educación, siendo educadora por más de 25 años.